# Muffe gordijnzwam
De muffe gordijnzwam (Cortinarius hinnuleus) is een schimmel behorend tot de Cortinariaceae. Hij komt voor in loofbossen, parken en lanen op voedselarm tot matig voedselrijk, humusarm zand of leem. Hij vormt ectomycorrhiza met eiken (Quercus) en Fagus. Hij produceert vruchtlichamen van augustus tot november.

## Kenmerken

### Uiterlijke kenmerken
Hoed
De hoed heeft een diameter van 30 tot 70 mm. De vorm is aanvankelijk conisch, dan boogvormig, ten slotte plat-convex met een stompe umbo. Het hoedoppervlak is mat, glad of radiaal gefibrilleerd. Het is sterk hygrofaan. Als het droog is, is het licht okergeel met een donkerder midden. Als het nat is, is het oranjebruin. De hoedrand is lang gebogen, bij jonge vruchtlichamen verbonden met de steel met een witte sluier.
Lamellen
De lamellen zijn wijd aanhechtend, breed en dik. De kleur is bij jonge vruchtlichamen licht oranjebruin en bij oudere donker oranjebruin.
Steel
De steel is 40 tot 100 mm en de dikte is 5 tot 15 mm. De steel is cilindrisch, verend, vol, iets verdikt aan de basis. Onder de witachtige ringvormige zone is het roodbruin met talrijke verspreide restanten van een witte sluier.
Geur en smaak
Het vlees is dun, crème tot lichtbruin van kleur. Deze gordijnzwam heeft een sterke onaangename geur. De smaak is mild tot aards.
Sporenprint
De sporenprint is roestbruin.

### Microscopische kenmerken
De sporen zijn ellipsoïdaal, met een zeer licht papillair oppervlak en meten 7,0–9,0 × 5,0-6,0 µm.

## Verspreiding
De muffe gordijnzwam is het meest frequent gevonden in Europa, maar hij komt ook voor in Noord-Amerika. In Nederland komt hij algemeen voor. Hij staat op de rode lijst en is niet bedreigd.